# Bibliothèque privée

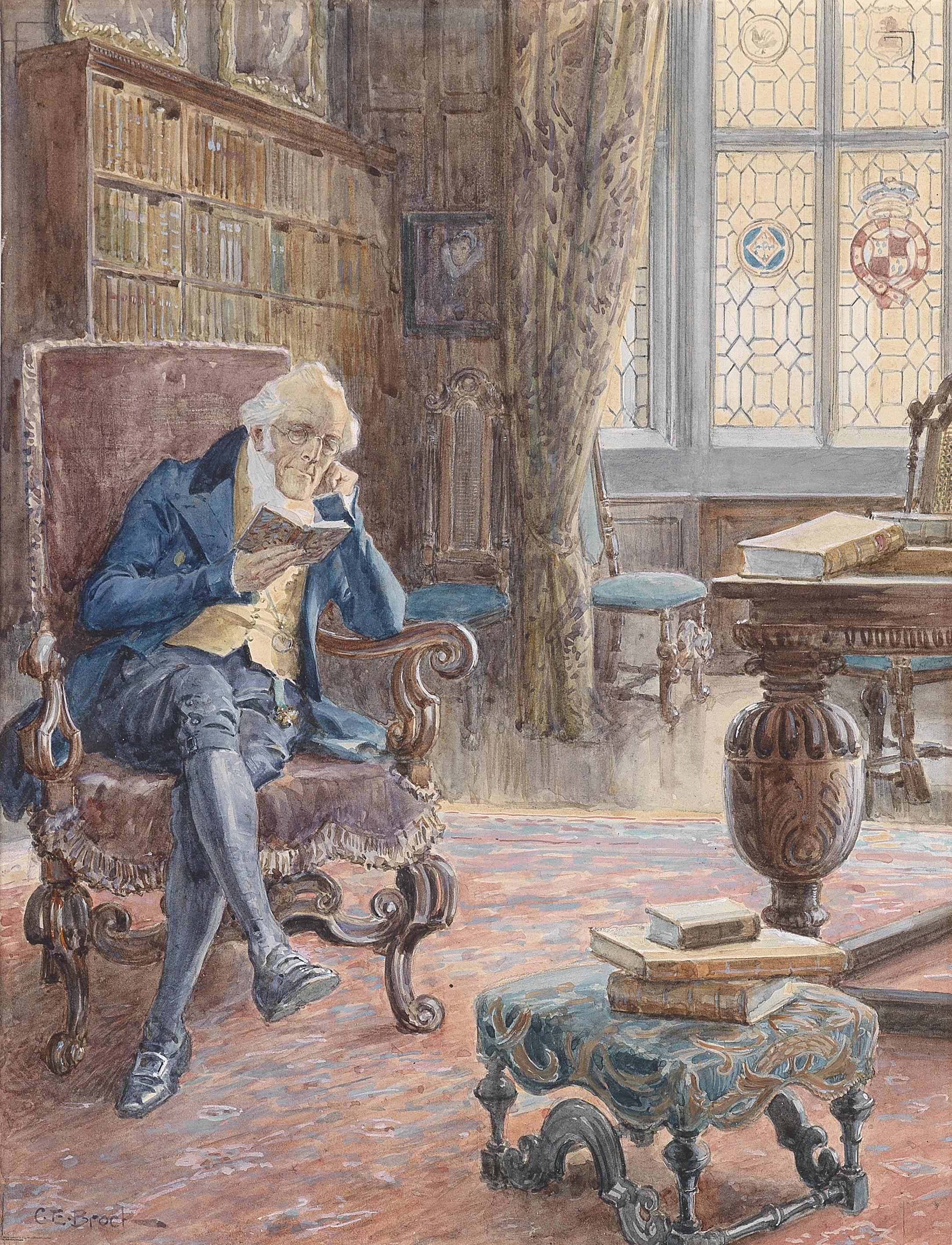
La bibliothèque privée de Charles Edward Brock

Une bibliothèque privée est une bibliothèque qui, contrairement aux institutions publiques, est une propriété privée, utilisée par un petit nombre de personnes, voire une seule. Comme dans les bibliothèques publiques, certaines personnes utilisent des ex-libris — tampons, cachets ou vignettes — qui montrent l'appartenance du livre. Certaines personnes vendent leur bibliothèque privée à de grandes institutions telles que la Bibliothèque nationale de France ou la lèguent après leur mort, par un testament.

## Histoire

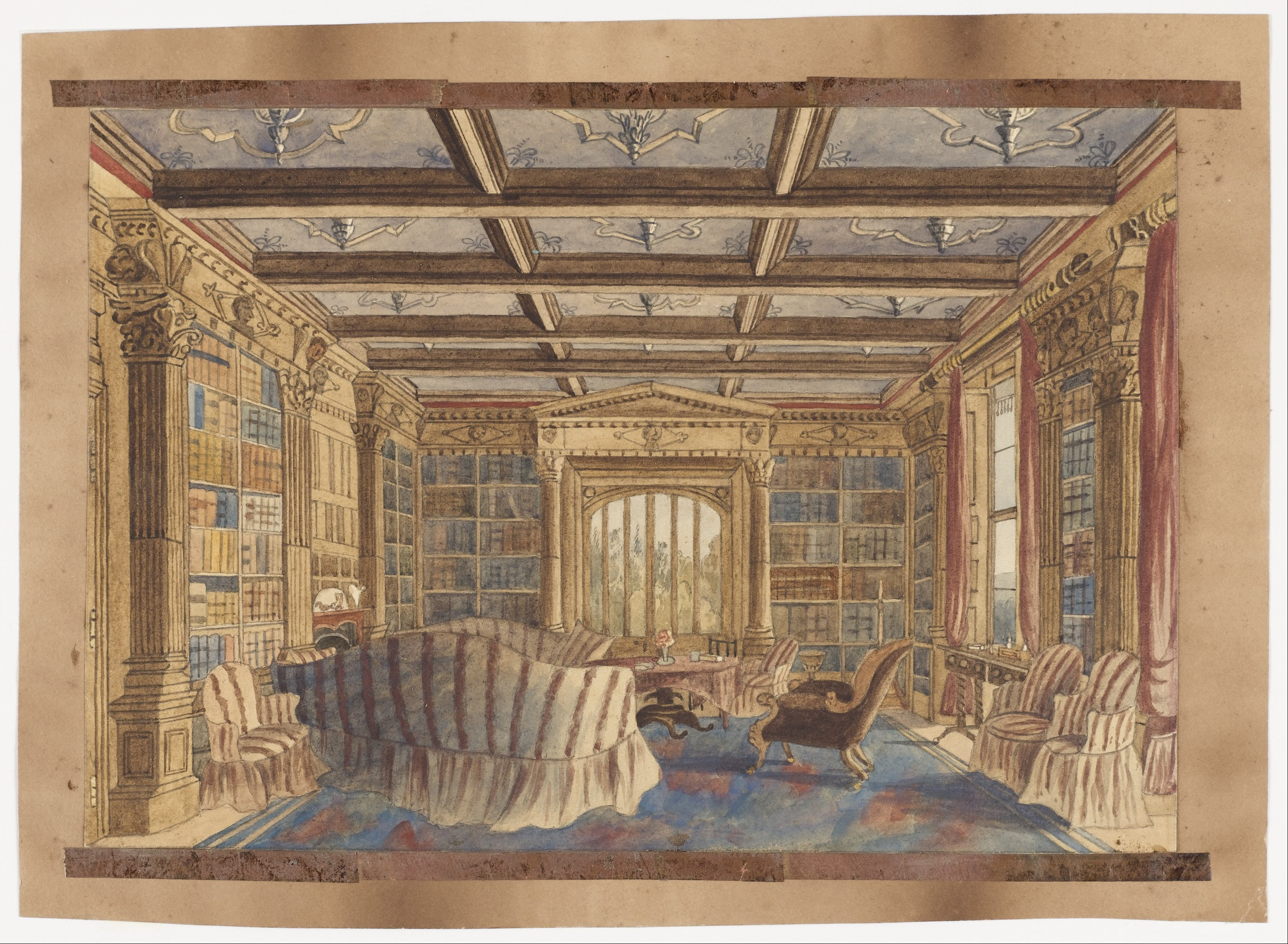
The Library at Dingestow par Charlotte Bosanquet.

La bibliothèque privée de l'archéologue russe Ivan Zabeline, par Répine.

Les plus anciennes bibliothèques ressemblaient aux archives modernes et appartenaient aux temples et aux administrations. L'accès était réservé à la noblesse, l'aristocratie, les érudits ou les théologiens. La bibliothèque d'Assurbanipal (7e siècle av. J-C) à Ninive, et celle découverte à Ougarit (vers 1200 av. J-C) font partie des plus anciennes bibliothèques connues. 

### Mésopotamie
Les bibliothèques privées existaient déjà en Mésopotamie, où certaines possédaient des collections de plus de 400 tablettes. Le noyau de ces bibliothèques était principalement des textes transcrits par les propriétaires eux-mêmes, du temps où ils ont acquis leur éducation dans l'art de l'écriture. Aussi insignifiantes qu'elles puissent être, ces bibliothèques ont établi la base de la collection de la bibliothèque d'Assurbanipal.

### Égypte
En Égypte ancienne, les bibliothèques privées existent mais ne sont pas courantes. Un des problèmes pour identifier des potentielles bibliothèques privées est qu'il est souvent difficile de distinguer entre une bibliothèque personnelle et une associée à un temple. Dans tous les cas, les bibliothèques privées ont survécu et sont peut-être plus nombreuses que ce que l'on pensait traditionnellement. Plusieurs tombes privées ont exposé de nombreux textes savants. La période du Moyen-Empire (2055-1650 av. J.-C.) offre les meilleurs indices de la présence de bibliothèques privées en Égypte ancienne.
Par exemple, une sépulcre contenait un coffre avec des livres sur les relations bureaucratiques, des hymnes et des incantations. Au total, la cachette contenait une bibliothèque de vingt volumes. Une collection assez grande de la treizième dynastie suggère une bibliothèque appartenant à un docteur ou un nécromancien. Une bibliothèque privée de grande taille est attribuée à un certain Kenherkhepshef. Cette bibliothèque inclut presque cinquante manuscrits sur différents sujets, de correspondances, d'écrits astrologiques ou d'interprétation des rêves. Cette bibliothèque en particulier a traversé plusieurs générations en passant d'un membre de la famille à un autre ce qui lui a donné cette importance.
Un manuscrit connu sous le nom du papyrus Westcar, de cette même période, fait allusion à une personne dont la résidence possède une bibliothèque privée. Le texte du manuscrit est une narration fantaisiste; cependant, il prouve que certains citoyens ordinaires étaient lettrés et ont accumulé des documents pour leur propre usage. Une autre tombe, d'un soigneur et d'un prêtre lecteur, contenait plus de vingt ouvrages, dont un désormais célèbre : le Conte du Paysan éloquent.

### Grèce antique
En 600 av J.-C., les bibliothèques et collections d'archives étaient courantes en Grèce antique. Bien que les bibliothèques publiques disponibles à tous les citoyens étaient établies dans certaines cités, comme Athènes, la plupart des citoyens ne pouvaient pas lire. Cependant, le nombre de collections privées de livres possédées par des élites ou des citoyens importants grandissait. Les bibliothèques privées n'étaient pas construites seulement par les riches, mais également par des professionnels qui avaient besoin d'informations proches, comme les docteurs ou les savants. Des figures de savants notables tels qu'Euripide, Hérodote, Thucydide, et même Platon avaient leur propre bibliothèque privée  avec de grandes collections. Une des figures les plus notables de Grèce antique qui possédait une bibliothèque était Aristote. Établissant sa propre collection à la bibliothèque du Lycée, Aristote autorisait ses étudiants et collègues savants à l'utiliser. Après sa mort, sa collection grandit en incluant les travaux de Théophraste et des recherches d'étudiants. Malheureusement, la collection aurait été dispersée après la mort de Théophraste par Nélée. Alors que la plus grande partie de la collection aurait été amenée à Rome et à Constantinople, d'autres pièces ont été vendues à la bibliothèque d'Alexandrie, pour ensuite être détruites plus tard avec celle-ci.

### Renaissance en Europe

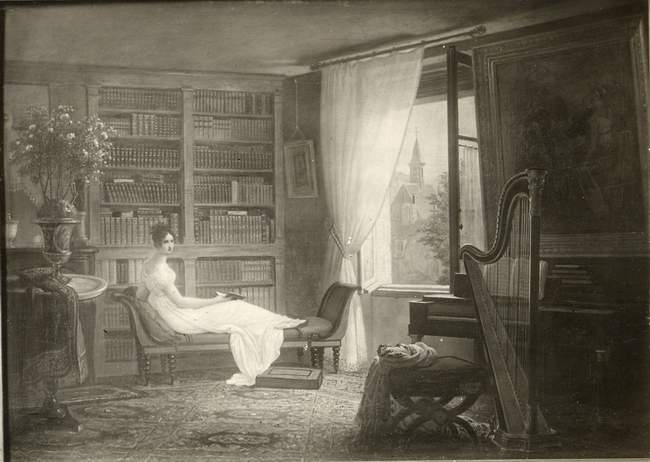
Mme Recamier dans sa bibliothèque.

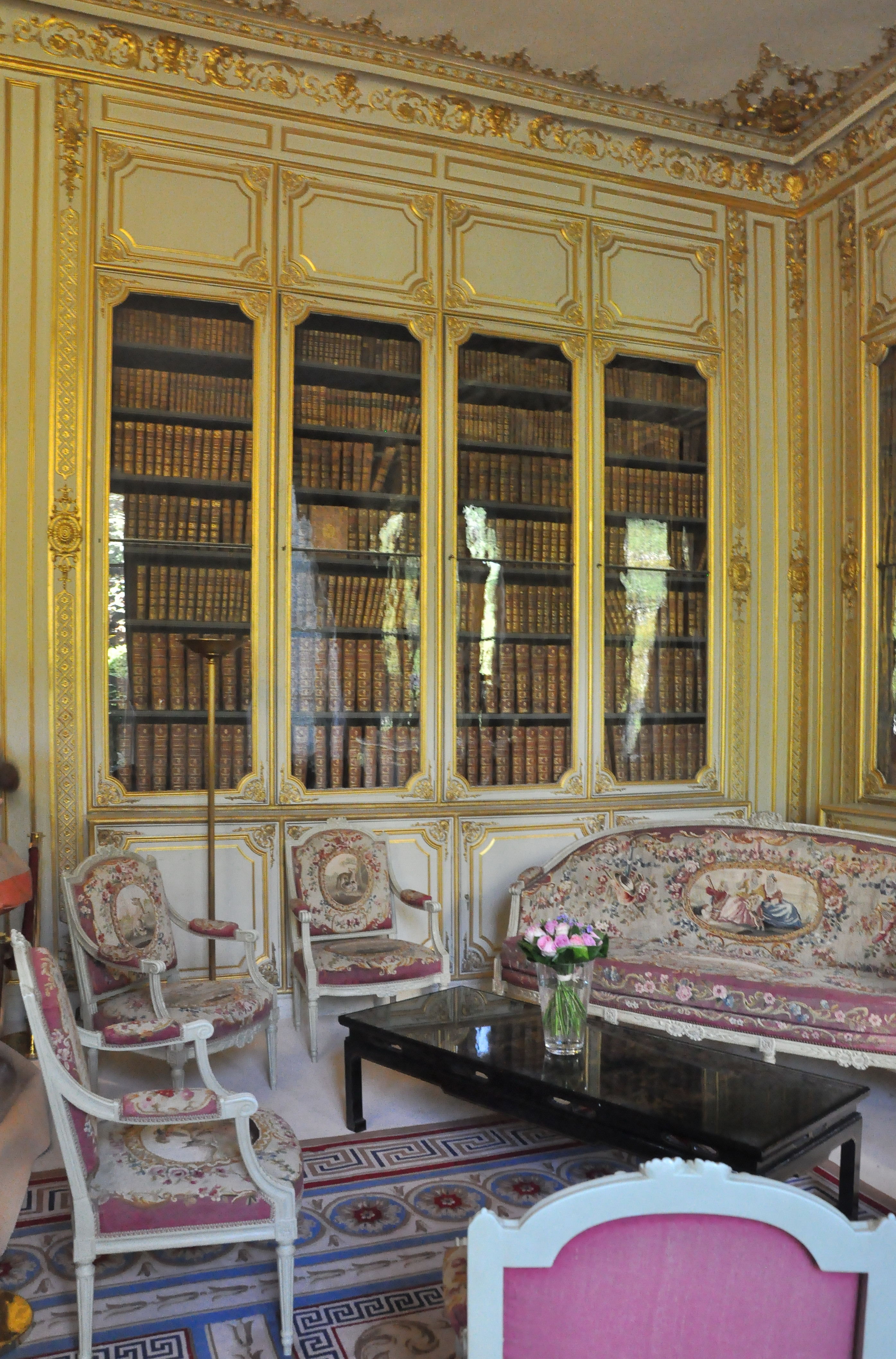
Bibliothèque royale de l'hôtel de Bourvallais.

La Renaissance a fait naître un renouveau dans l'intérêt de conserver les nouvelles idées des grands penseurs du moment. À travers toute l'Europe, des rois créèrent d'impressionnantes bibliothèques, dont certaines sont devenues des bibliothèques nationales. De plus, certaines personnes aisées formaient et développaient leurs propres bibliothèques.
La Bibliothèque nationale de France à Paris a été créée en 1368 en tant que bibliothèque royale du roi Charles V. À Florence, en Italie, Cosme de Médicis avait sa bibliothèque privée qui formait la base de la bibliothèque Laurentienne. La bibliothèque du Vatican a aussi été créée au XVe siècle. Le pape Nicolas V aida à rénover la bibliothèque du Vatican en faisant don de centaines de manuscrits personnel à la collection.
La création et le développement des universités a accéléré les dons des bibliothèques privées aux bibliothèques d'universités. Un don remarquable a été celui du duc de Gloucester Humphrey à l'université d'Oxford au début du XVe siècle.

### Époque moderne

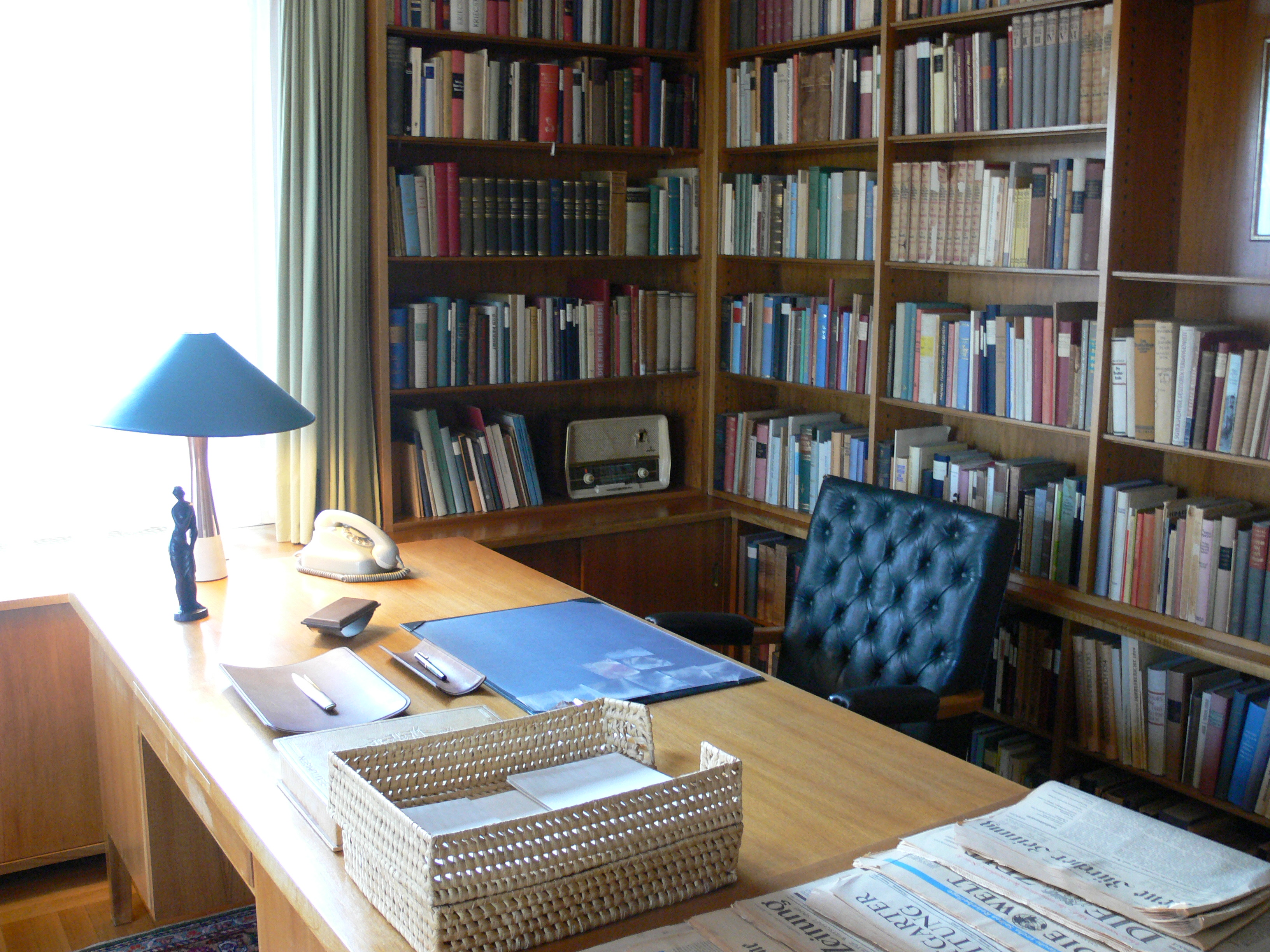
La bibliothèque privée de Theodor Heuss à Stuttgart.

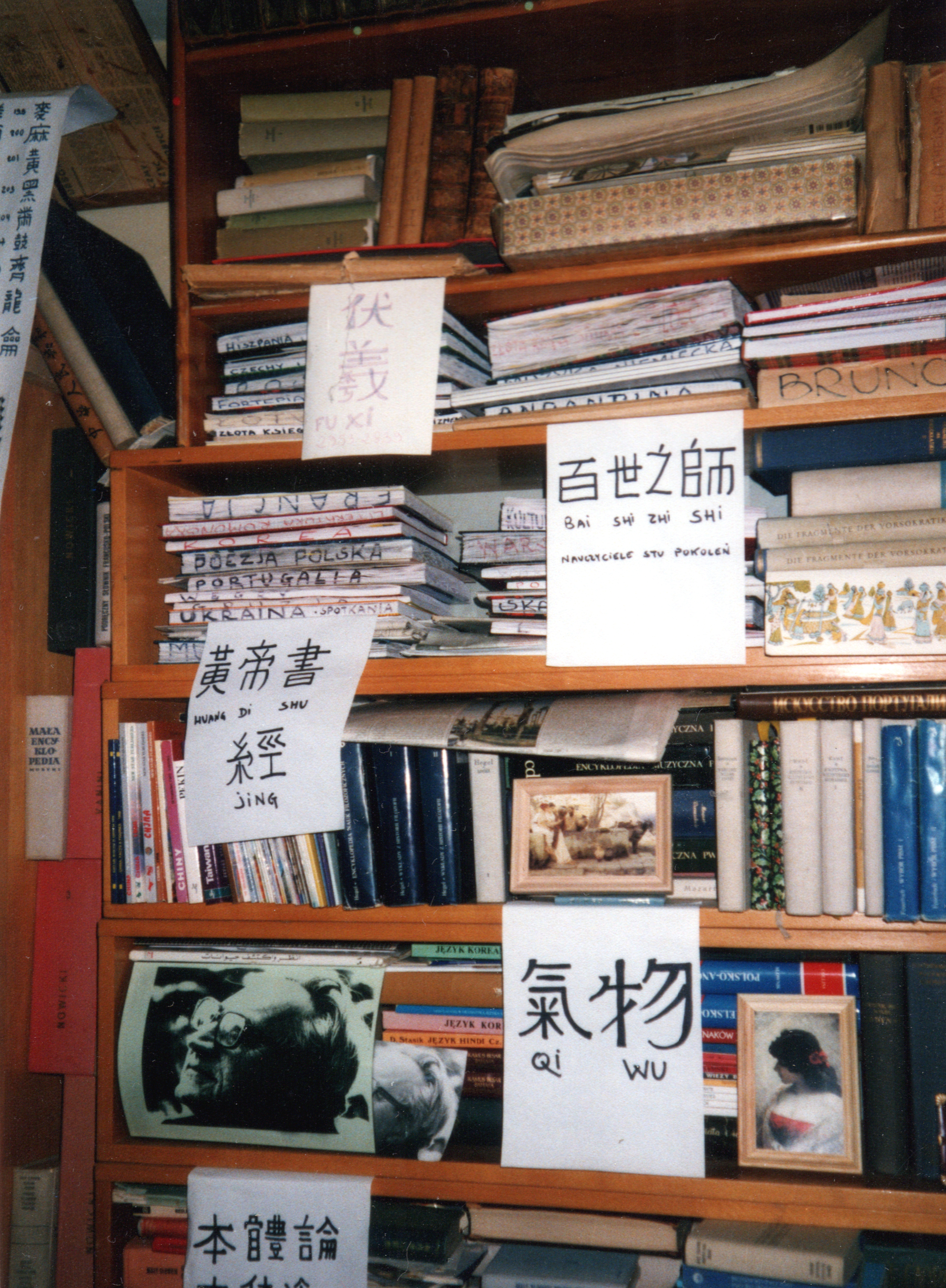
Une partie de la bibliothèque du philosophe polonais Andrzej Nowicki à Varsovie avec des sections nommées en chinois.

Les bibliothèques privées sont devenues de plus en plus courantes avec l'apparition des livres de poche. Certaines organisations bénévoles maintiennent des bibliothèques spécialisées, qui sont souvent rendues disponibles aux chercheurs par rendez-vous. Beaucoup de cabinets d'avocats et d'hôpitaux conservent une bibliothèque de droit ou médicale pour le personnel. Certaines grandes entreprises maintiennent des bibliothèques avec des collections spécialisées dans le domaine de recherche spécifique de l'entreprise. Des établissements scientifiques sont particulièrement aptes à avoir une bibliothèque pour aider les scientifiques et les chercheurs. 
Les installations de fabrication sont également susceptibles d'avoir une bibliothèque d'ingénierie pour aider au dépannage et à l'assemblage de pièces compliquées. Ces bibliothèques ne sont généralement pas ouvertes au public.

## Bibliothèques privées connues

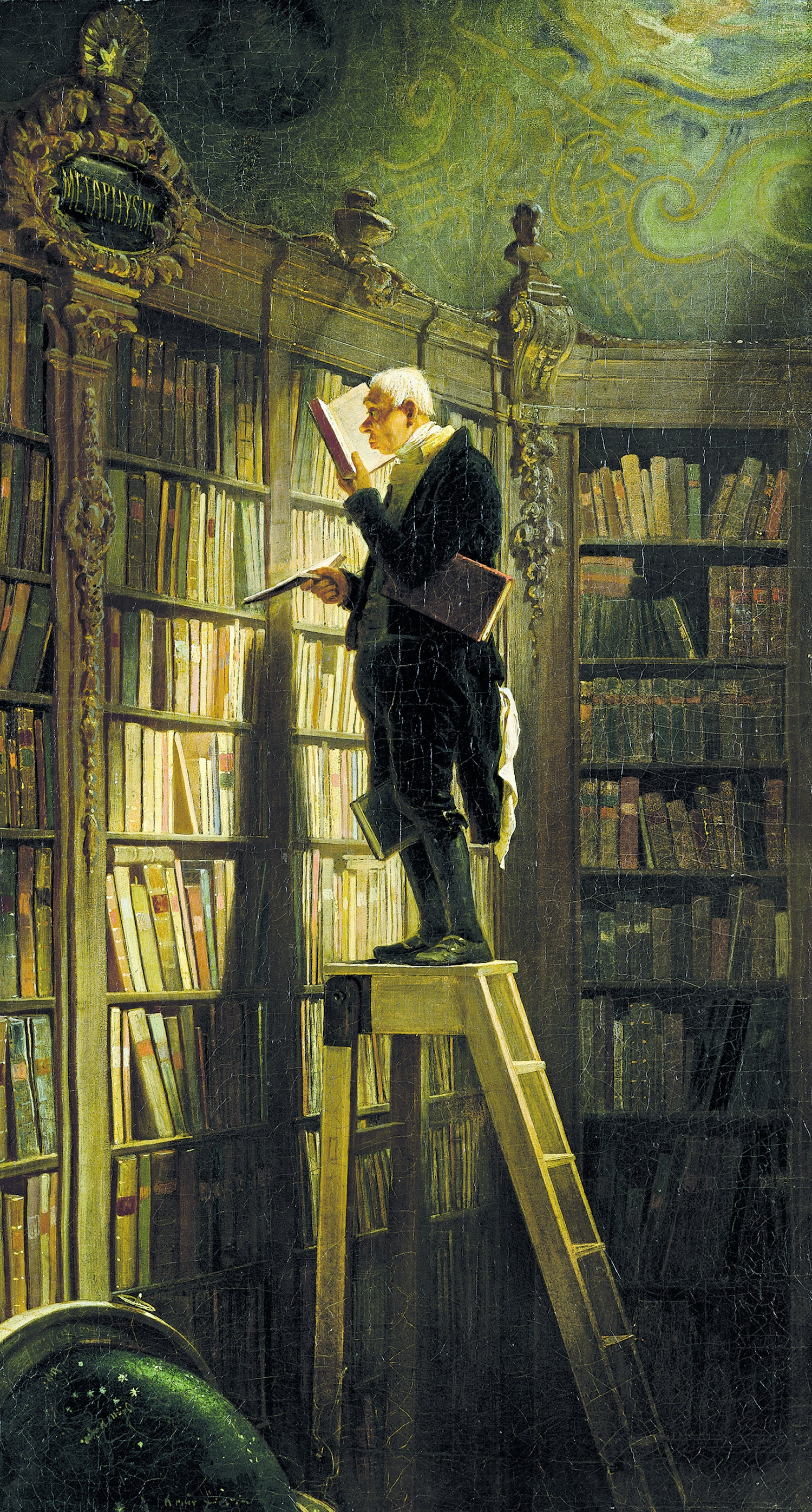
The Bookworm, une peinture de 1850 représentant une bibliothèque par Carl Spitzweg.

- La bibliothèque de la reine Elizabeth II, à Windsor castle
- Le Pavillon Tianyi, la plus vieille bibliothèque privée d'Asie, qui se trouve à Ningbo, dans le Zhejiang, en Chine
- La bibliothèque de Sir Thomas Browne
- La bibliothèque d'Hakim Syed Zillur Rahman, à Aligarh, en Inde
- La bibliothèque de Friedrich Nietzsche